# Aschitus subterraneus
Aschitus subterraneus is een vliesvleugelig insect uit de familie Encyrtidae. De wetenschappelijke naam is voor het eerst geldig gepubliceerd in 1956 door Ferrière.